# Верін (Оренсе)
Верін (гал. Verín, ісп. Verín) — муніципалітет в Іспанії, у складі автономної спільноти Галісія, у провінції Оренсе. Населення — 14 391 осіб (2009).

## Географія
Муніципалітет розташований на португальсько-іспанському кордоні.
Муніципалітет розташований на відстані близько 360 км на північний захід від Мадрида, 55 км на південний схід від Оренсе.
Муніципалітет складається з таких паррокій: Абедес, Кабрейроа, Фесес-де-Абайшо, Фесес-де-Сіма, Мандін, Моурасос, Пасос, Кейругас, Кейсас, А-Расела, Тамагос, Тамагелос, Тінторес, Верін, Віламайор-до-Валь.

## Демографія
Динаміка населення (INE ):

## Галерея зображень

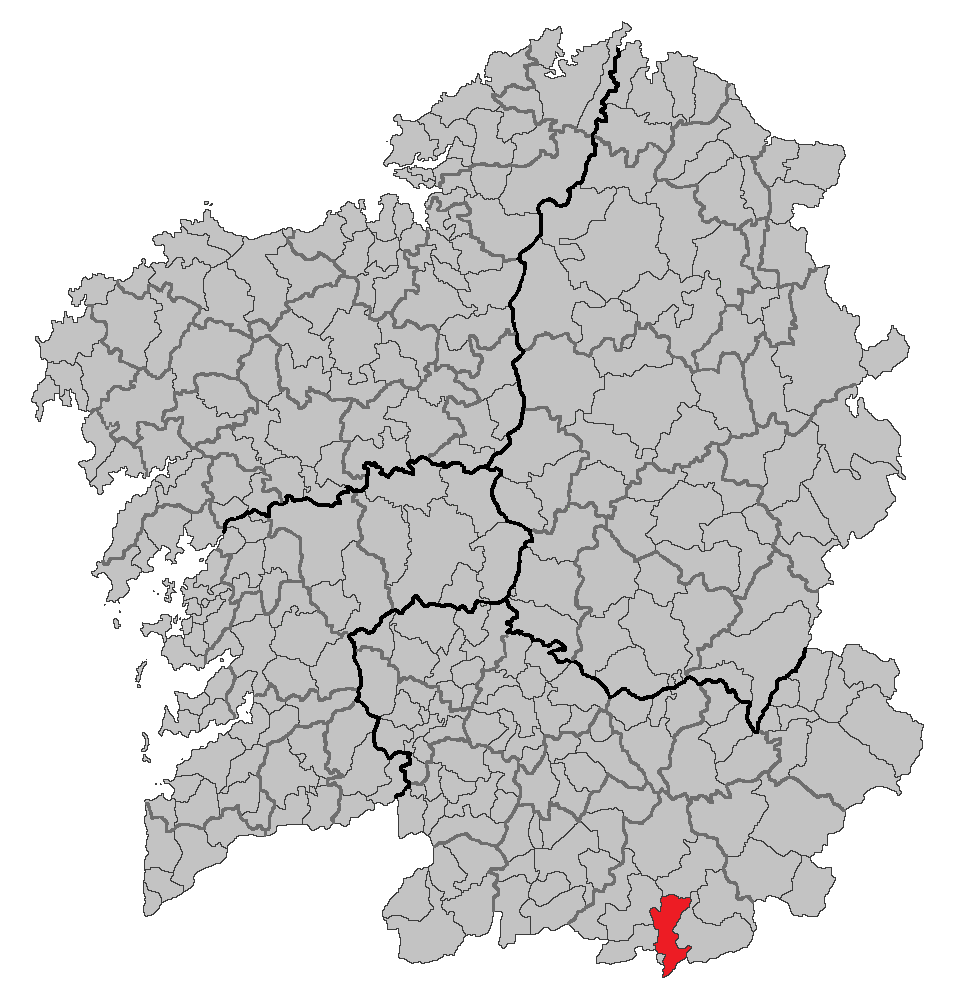
Розташування муніципалітету
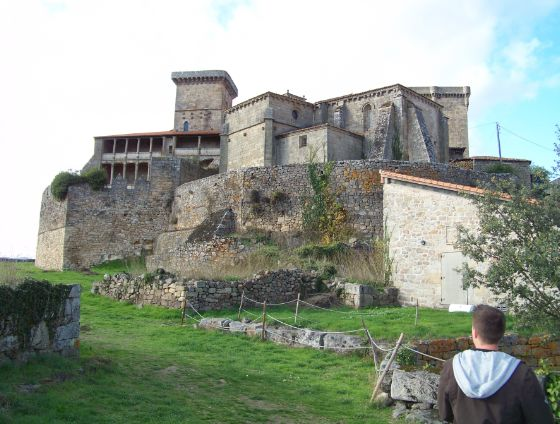
Замок Монтеррей